# Heteronyx arcanus
Heteronyx arcanus är en skalbaggsart som beskrevs av Blackburn 1892. Heteronyx arcanus ingår i släktet Heteronyx och familjen Melolonthidae. Inga underarter finns listade i Catalogue of Life.